# Cetraria
Cetraria es un género de líquenes fruticosos que se asocian con algas verdes como fotobiontes.  La mayoría de las especies se encuentran en latitudes altas. Se encuentran en lugares arenosos y brezales.  Las especies tienen una característica forma de "correa", con bordes espinosos lóbulados.
Cetraria islandica, o musgo de Islandia, es uno de los pocos líquenes culinarios,  y ha sido parte de la alimentación de  los europeos del norte en tiempos de hambruna.

## Especies
- Cetraria aculeata
- Cetraria australiensis
- Cetrariella delisei
- Cetraria ericetorum
- Cetrariella fastigiata
- Cetraria islandica
- Cetraria muricata
- Cetraria odontella
- Cetraria sepincola
- Cetraria nivalis